# Glen Elton Estess Sr.
Glen Elton Estess Sr. (4 de setembro de 1927 — Condado de Pike, Mississippi, Estados Unidos, 7 de fevereiro de 2012) foi um empresário.[carece de fontes?]

## Biografia
Empresário, servidor público e membro da Igreja Batista de Brookwood. Filho de George Washington e Melissa Claire Smith Estess, teve seis irmãos e uma irmã.[carece de fontes?]
Graduou-se em Química e Física pela Universidade Tulane em Nova Orleans, Louisiana. Sua carreira de negócios teve início com uma empresa de suprimentos de produtos químicos e equipamentos de laboratório em Jacksonville, Flórida. Em 1972, transferindo-se para Birmingham, Alabama, criou a empresa Glenn Estess & Associates, Inc. dedicada ao ramo de recrutamento de pessoal.
Presidiu a YMCA na Flórida, a American Chemical Society e Arthritis Foundation; O Conselho de Curadores da Baptist Health Systems. Foi diretor do Better Business Bureau of Central Alabama e como curador do Workmen's Compensation Trust do Business Council of Alabama.
Foi associado e presidente do Rotary Club  #41 em Jacksonville, Flórida. Quando transferiu o seu domicílio para Nova Jersey, associou-se e presidiu o Rotary Club de Wayne, New Jersey. Mais adiante, mudou-se para Birmingham, e lá filiou-se e presidiu o Rotary Club de Shades Valley. Presidente de Rotary International 2004-2005 com o lema Celebramos Rotary.

## Homenagens
- Foi agraciado com o prêmio Serviços Acima de Si do Rotary International e o Prêmio da Fundação Rotária por Serviços Meritórios e Serviços Diferenciados.[4]